# هاري جونز
هاري جونز (بالإنجليزية: Harry Jones)‏ (و. 1840 – 1936 م) هو مستكشف، وسياسي، من كندا، توفي عن عمر يناهز 96 عاماً.